# Dunning–Kruger-hatás
A Dunning–Kruger-hatás az a jelenség, amikor minél kevesebbet tud valaki egy adott dologról, annál inkább hajlamos túlbecsülni a saját tudását. 
Az alacsony képességű emberek rossz következtetéseket és rossz döntéseket hoznak, de alacsony képességeik miatt képtelenek felismerni hibáikat.

## Bemutatása

Diagramon ábrázolva az átlagos önértékelés és az átlagos tényleges teljesítmény közötti kapcsolat egy egyetemi vizsgán. A piros terület azt mutatja, hogy a gyengén teljesítők hajlamosak túlbecsülni képességeiket.

A Dunning–Kruger-hatás egy pszichológiai paradoxon; az adott témához kevésbé értők önmagukat profiknak tartják, míg a hozzáértők kételkednek önmagukban.
Minél alacsonyabb valakinek a kompetencia szintje, annál nagyobb az önbizalma: az elkövetett hibák megértésének elmaradása pedig a saját hibás meggyőződésének a megerősödéséhez vezet, mellyel növekszik az érintett saját döntéseibe és önmagába vetett bizalma, és felsőbbrendűségi érzés alakul ki benne.

## Korábbi elméletek
A tudatlanság gyakrabban szül magabiztosságot, mint a tudás.
A bajok alapvető oka az, hogy a modern világban az ostobák magabiztosak, míg az értelmesek tele vannak kétségekkel.

## Tudományos háttér
A jelenséget a Cornell Egyetem két kutatója, David Dunning és Justin Kruger mutatta ki. Az eredményeiket 1999 decemberében publikálták a  Journal of Personality and Social Psychology folyóiratban.
Kruger és Dunning szerint számos tanulmány sugallja, hogy a legkülönfélébb területeken, az olvasott szöveg megértésétől a gépjárművek használatán át a sakkozásig és teniszezésig, az amatőrök magabiztosabbak a szakértőknél. Azt feltételezték, hogy egy tipikus jártasság esetében a hozzá nem értők 
1. hajlamosak túlbecsülni a saját képzettségüket,
2. nem képesek felismerni, ha más ért hozzá,
3. nem képesek felismerni, hogy ők maguk mennyire nem értenek hozzá,
4. ha fejlesztenek a saját szakértelmükön, képessé válnak annak felismerésére, hogy korábban nem értettek hozzá.

Erre a hipotézisre építve egy tesztsorozatot végeztek a Cornell hallgatóin, amiben a saját logikus érvelési képességüket, nyelvtani ismereteiket és a humor felismerésére való képességüket kellett értékelniük. Egy teszt kitöltése és az eredményük megismerése után azok, akik jó eredményeket értek el, jól becsülték meg, vagy alábecsülték, hogy a többi résztvevőhöz képest mennyire teljesítettek jól, azok viszont, akik rosszul teljesítettek, jelentősen túlbecsülték a saját képességeiket.
Daniel Ames és Lara Kammrath hasonló eredményekre jutott a mások iránt való érzékenységet vizsgálva.
Dunning és Kruger 2000-ben Ignobel-díjat kapott a munkásságáért.

## Fordítás
Ez a szócikk részben vagy egészben  a   Dunning–Kruger effect című angol Wikipédia-szócikk fordításán alapul.  Az eredeti cikk szerkesztőit annak laptörténete sorolja fel. Ez a jelzés csupán a megfogalmazás eredetét és a szerzői jogokat jelzi, nem szolgál a cikkben szereplő információk forrásmegjelöléseként.